# オールスター紅白水泳大会

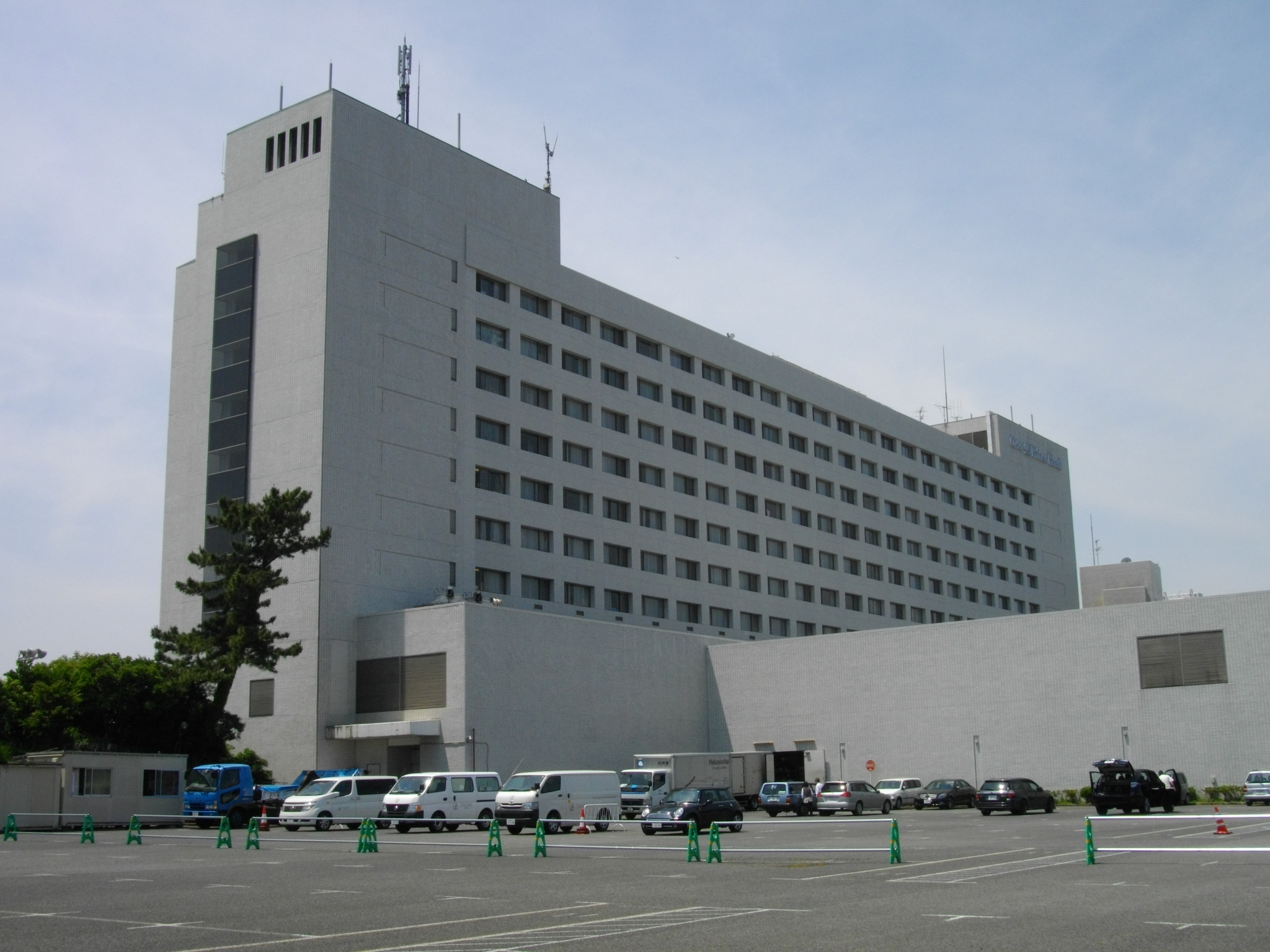
1981年より『寒中水泳大会』の収録が行われた大磯プリンスホテル

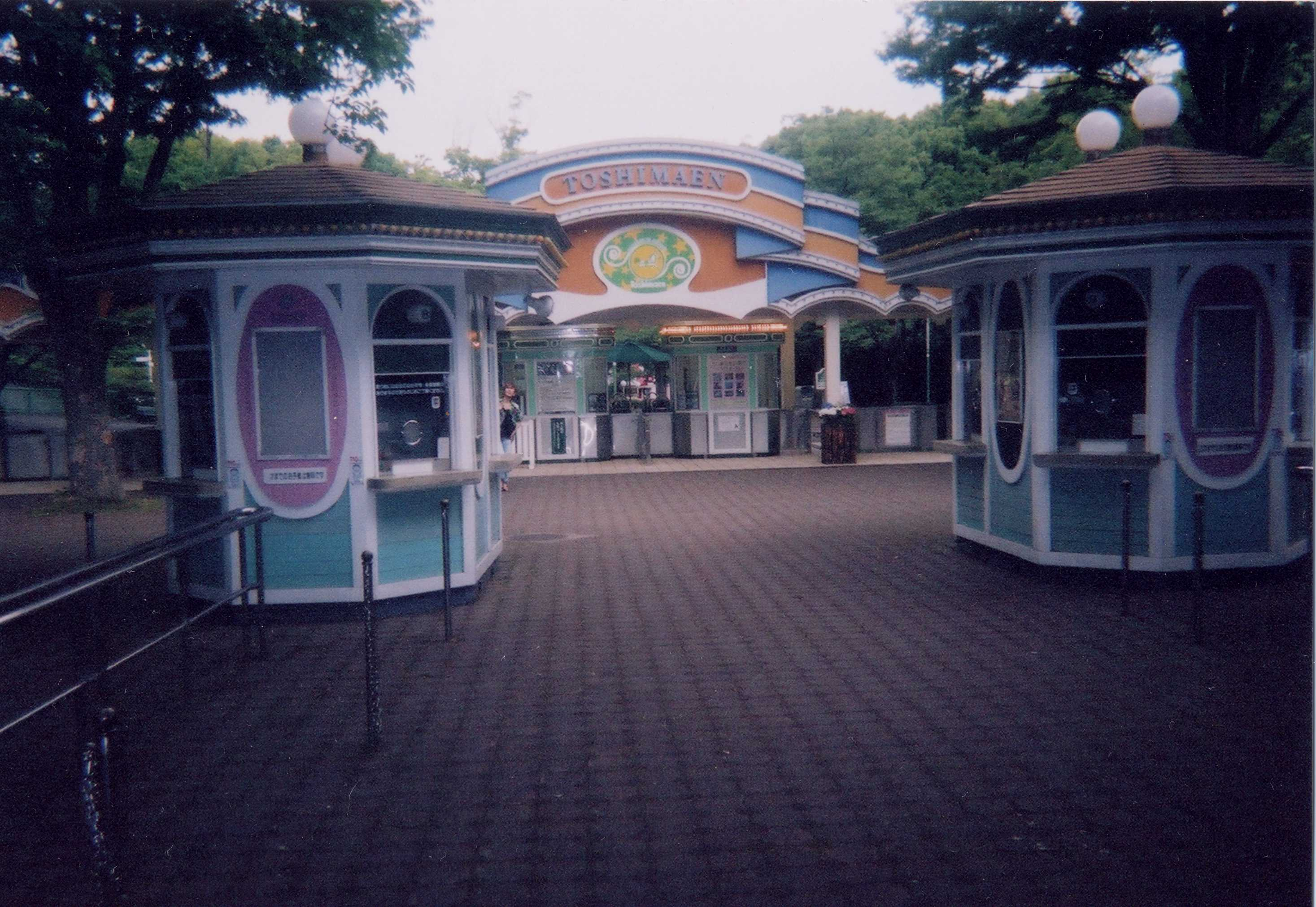
『真夏の水中フェスティバル』の収録が行われた豊島園の正面入り口

『オールスター紅白水泳大会』（オールスターこうはくすいえいたいかい）（以降「紅白」と略）は、1970年から1986年までフジテレビ系列で毎年夏に放送された特別番組（スポーツバラエティ番組である。全17回。
なお本項では、1974年から1987年まで同局で放送された姉妹番組『オールスター寒中水泳大会』（オールスターかんちゅうすいえいたいかい）（以降「寒中」）などの関連番組に関しても述べる。

## 概要
野外プールを舞台に、芸能人が紅白に分かれて、様々な競技で競い合う番組。同局放送『オールスター紅白大運動会』（以降「大運動会」）と双璧をなす芸能人対抗スポーツバラエティ番組で、1974年からは毎年冬に屋内プールを舞台にした『寒中』も放送、そして各局で放送されたアイドル水泳大会の先駆けともなった。
当初は『テレビグランドスペシャル』（以降「TGSP」）での放送だったが、1972年9月を以て廃枠になったのに伴い、1973年からは『大運動会』と共に『火曜ワイドスペシャル』（以降「火WSP」）に移動、また『寒中』も『火WSP』で放送された。ただし1978年の『紅白』は、フジテレビが結成した女子プロ野球チーム「ニューヤンキース」宣伝の一角として、ニューヤンキースが出場したため、ニューヤンキースの試合をメインとした『土曜グランドスペシャル』（以降「土GSP」）で放送された。
収録は、『紅白』は第1回のみ船橋ヘルスセンターで、第2回から大磯ロングビーチに変更、一方の『寒中』は1980年までは池袋スケートセンター内の屋内プールだったが、1981年より大磯プリンスホテル内の屋内プールに変更、これで冬・夏が全て大磯町での収録となった。
番組は1987年の『寒中』まで続いたが、同年夏に出場者を女性に制限した『ジャポーン 女だけの水泳大会』（以降「ジャポーン」）にリニューアル、翌1988年からは『寒中』と『ジャポーン』を統一し、『ドキッ!丸ごと水着 女だらけの水泳大会』（以降「ドキッ」）にリニューアル、引き続き女性をメインにしたが、後に男性コメディアン（ダチョウ俱楽部など）も出場した。

### 特別版

#### 真夏の水中フェスティバル 女の子一杯満員御礼
1978年8月17日に『土GSP』で放送。『ジャポーン』に先駆ける事9年前に放送された、女性芸能人限定の水泳大会で、ニューヤンキースも出場。収録は豊島園（としまえん）、司会は当時『寒中』を担当していた小林大輔（当時フジテレビアナウンサー）。

#### 600回記念特集 見たい見せたいスターのあの水着
1982年4月20日に『火WSP』で放送。『火WSP』600回を記念した当番組の総集編で、「ボイン女子芸能人」と「肉体派男子芸能人」を『ザ・ベストテン』（TBS系列）形式で紹介したり、競泳の名シーンなどを放送した。司会は芳村真理と、当時総合司会を継続し、番組の顔となっていたおりも政夫。ゲストは郷ひろみ、三原順子（現：じゅん子）、清水クーコ、小野ヤスシ、ダン池田。
この他1994年2月15日には、『紅白』・『寒中』の他、『ジャポーン』・『ドキッ』の名場面を集めた『オールスター水泳大会25周年記念 同窓会スペシャル』が放送された。

## 放送日時

### 紅白
| 回 | タイトル                       | 放送日        | 放送時間 (JST)     | 放送枠 | 備考                                 |
| -- | ------------------------------ | ------------- | ------------------ | ------ | ------------------------------------ |
| 1  | 紅白スター対抗水泳大会         | 1970年8月11日 | 火曜 20:00 - 21:26 | TGSP   |                                      |
| 2  | 恒例紅白スター水泳大会         | 1971年7月22日 | 木曜 20:00 - 21:26 | TGSP   | この回から収録地を大磯ロングビーチに |
| 3  | 恒例紅白スター水泳大会         | 1972年7月20日 | 木曜 20:00 - 21:26 | TGSP   | 『TGSP』最後の放送                   |
| 4  | 恒例オールスター紅白水泳大会   | 1973年7月17日 | 火曜 20:00 - 21:26 | 火WSP  | 『火WSP』初放送                      |
| 5  | 恒例オールスター紅白水泳大会   | 1974年6月11日 | 火曜 20:00 - 21:25 | 火WSP  |                                      |
| 6  | オールスター紅白水泳大会       | 1975年7月15日 | 火曜 20:00 - 21:25 | 火WSP  |                                      |
| 7  | オールスター紅白水泳大会       | 1976年6月22日 | 火曜 20:00 - 21:24 | 火WSP  |                                      |
| 8  | オールスター紅白水泳大会       | 1977年6月28日 | 火曜 20:00 - 21:24 | 火WSP  |                                      |
| 9  | オールスター紅白水泳大会       | 1978年7月1日  | 土曜 19:30 - 20:54 | 土GSP  | 初の19時台開始                       |
| 10 | オールスター夏の紅白水泳大会   | 1979年7月17日 | 火曜 20:00 - 21:24 | 火WSP  |                                      |
| 11 | オールスター紅白水泳大会       | 1980年7月22日 | 火曜 19:30 - 21:24 | 火WSP  | 唯一の2時間枠                        |
| 12 | 第12回オールスター紅白水泳大会 | 1981年7月7日  | 火曜 20:00 - 21:24 | 火WSP  |                                      |
| 13 | 第13回オールスター紅白水泳大会 | 1982年8月10日 | 火曜 19:30 - 20:54 | 火WSP  |                                      |
| 14 | 第14回オールスター紅白水泳大会 | 1983年7月19日 | 火曜 19:30 - 20:54 | 火WSP  |                                      |
| 15 | 第15回オールスター紅白水泳大会 | 1984年7月3日  | 火曜 19:30 - 20:54 | 火WSP  |                                      |
| 16 | 第16回オールスター紅白水泳大会 | 1985年7月16日 | 火曜 19:30 - 20:54 | 火WSP  |                                      |
| 17 | 第17回オールスター紅白水泳大会 | 1986年7月8日  | 火曜 19:30 - 20:54 | 火WSP  |                                      |

### 寒中
| 回 | タイトル                           | 放送日        | 放送時間 (JST)     | 放送枠 | 備考                             |
| -- | ---------------------------------- | ------------- | ------------------ | ------ | -------------------------------- |
| 1  | オールスター寒中水泳大会           | 1974年2月12日 | 火曜 20:00 - 21:25 | 火WSP  |                                  |
| 2  | 恒例オールスター寒中水泳大会       | 1975年2月18日 | 火曜 20:00 - 21:25 | 火WSP  |                                  |
| 3  | '76オールスター紅白寒中水泳大会    | 1976年3月9日  | 火曜 20:00 - 21:24 | 火WSP  |                                  |
| 4  | オールスター紅白寒中水泳大会       | 1977年2月22日 | 火曜 20:00 - 21:24 | 火WSP  |                                  |
| 5  | オールスター寒中水泳大会           | 1978年2月7日  | 火曜 20:00 - 21:24 | 火WSP  |                                  |
| 6  | オールスター寒中水泳大会           | 1979年2月13日 | 火曜 20:00 - 21:24 | 火WSP  |                                  |
| 7  | オールスター寒中水泳大会           | 1980年2月12日 | 火曜 20:00 - 21:24 | 火WSP  |                                  |
| 8  | オールスター寒中水泳大会           | 1981年2月17日 | 火曜 20:00 - 21:24 | 火WSP  | この回から大磯プリンスホテル収録 |
| 9  | 第9回オールスター寒中水泳大会      | 1982年1月26日 | 火曜 19:30 - 20:54 | 火WSP  |                                  |
| 10 | 第10回記念オールスター寒中水泳大会 | 1983年2月10日 | 火曜 19:30 - 20:54 | 火WSP  |                                  |
| 11 | 第11回オールスター寒中水泳大会     | 1984年2月7日  | 火曜 19:30 - 20:54 | 火WSP  |                                  |
| 12 | 第12回オールスター寒中水泳大会     | 1985年2月12日 | 火曜 19:30 - 20:54 | 火WSP  |                                  |
| 13 | 第13回オールスター寒中水泳大会     | 1986年2月11日 | 火曜 19:30 - 20:54 | 火WSP  |                                  |
| 14 | 第14回オールスター寒中水泳大会     | 1987年2月10日 | 火曜 19:30 - 20:54 | 火WSP  |                                  |

### 特別版
| 回 | タイトル                                      | 放送日        | 放送時間 (JST)     | 放送枠 | 備考                     |
| -- | --------------------------------------------- | ------------- | ------------------ | ------ | ------------------------ |
| 1  | 真夏の水中フェスティバル 女の子で一杯満員御礼 | 1978年8月12日 | 土曜 19:30 - 20:54 | 土GSP  |                          |
| 2  | 600回記念 見たい見せたいスターのあの水着      | 1982年4月20日 | 火曜 19:30 - 20:54 | 火WSP  | 『火WSP』600回記念総集編 |

（参考：『読売新聞縮刷版』読売新聞社、1970年8月11日 - 1987年2月10日。ラジオ・テレビ欄）

## 出演者

### 総合司会
- 井上順 - 1971年・1980年『紅白』
- 小鹿ミキ - 1971年。
- 土居まさる
- マリ・クリスティーヌ - 1972年。
- 小林大輔 - 1979年まで『寒中』を担当、『真夏の水中フェスティバル』も担当。当時フジテレビアナウンサー。
- おりも政夫 - 最も多く担当。1980年『紅白』では進行役を務めた。なお後継特番の『ジャポーン』→『ドキッ』では、初期までサブ司会であった[2]。
- 桜田淳子 - 1980年。
- 榊原郁恵 - 1980年『寒中』。
- アグネス・ラム - 1980年『寒中』。当時大磯ロングビーチのキャンペーンガール。1980年の放送では進行役を務めた。
- あべ静江 - 1981年。
- 中原理恵
- 渡部絵美
- 片岡鶴太郎
- ほか

### 踊り
- スクールメイツ

### 振付師・スターター
- 西条満

### その他
- みのもんた - 1981年実況。
- 古川登志夫 - 再末期のナレーター。『ジャポーン』→『ドキッ』も初期まで担当。

## 開会式
総合司会のタイトルコールまでは「紅白」「寒中」同じだが、『寒中』はステージ中央の入場口から選手が入場するのに対し、『紅白』はメイン会場の競泳プールに浮かべられたゴムボートに選手が乗った風景を空撮で映して始まる。
その後、総合司会・各キャプテン・各応援団長の紹介の後、選手代表（主にキャプテン）による選手宣誓をして終わりとなる。なお宣誓文は1970年代前半までは一定していなかったが、同年代後半からは「宣誓!!我々は芸能人精神に則り、敵をノックアウトするまで戦う事を誓います!!」に統一された（当時の『NHK紅白歌合戦』と同じ）。

## 主な競技
水上お見合い大作戦
冒頭の競技。プール上の浮島に女性選手が何人が座る。男性選手は浮き橋を渡って女性を1名連れて帰る。うまく連れてくれば成功、プールに落ちてしまったら失格、連れてきた女性が多かった方の勝ち。時期によっては、男性選手は目隠しをする事もあった。
男女競泳決勝
序盤の名物競技。「女子平泳ぎ」・「男子平泳ぎ」・「女子自由形」・「男子自由形」の4種からなり、それぞれ午前中に予選を行い、紅白上位3名ずつが参加して競い合う。
水上障害物競走
男女がボートに乗ってプール上で行う。途中にはバーをリンボーダンスの如くくぐったり、滑り台を乗ったりと難所がある。
着せ替え競争
「障害物競争」の新バージョン。女性選手は中央の台まで泳ぎ、その中から衣装を1つ選んで着ると、再び泳いでゴールする。うまく着たら優勝となる（従ってゴールが遅れても着せ方が上手いと勝てる）。
衣装は女学生・女性看護師・女性警察官・OL・CAなどといった、男性視聴者が喜びそうなのが多いが、中には「小坊主」などの「ハズレ」的なのもある。
大磯ロングビーチマラソン
1980年代から行われた「紅白」限定競技。全選手はロングビーチ端の「波のプール」に集まり、号砲と共に波のプールを駆け抜け、「競泳プール」（メイン会場）→「飛び込みプール」を泳ぎ、噴水プールを駆け抜けると、最後は「流れるプール」を泳ぐか、あるいはゴムボートに乗るかにしてゴールを目指す。
水上騎馬戦
これも全選手参加。選手は4人1組で騎馬を作り、相手の騎馬の「乗り手」が被っている帽子を奪う。残った帽子の数が多い方が勝ち。
紅白決勝リレー
最終競技。紅白が男子3名・女子2名でチームを作り、25mリレーを行う。

## 歌のコーナー
会場の様々な場所で出場者が持ち歌を披露。大別して2パターンあり、1つは競技と競技の合間に行うもので、人気歌手が多かった。もう1つは競技中にワイプで歌を披露するもので、新人を始めとする若手が多く、音声もアウトロをフェードアウトして次の歌手に変えた。なお後者は、「男女競泳決勝」や「決勝リレー」の時には行わない。

## 表彰式
全競技が終わったところで総合司会が合計得点を発表し、得点が高かったチームが優勝。キャプテンには優勝旗が贈られた。
その後は個人賞の発表。個人賞には次の賞があった。この他にも「男女競泳決勝」優勝者や、「紅白」のみの「マラソン」優勝者（男女1名ずつ）に賞が贈られた。
- 特別賞
- 敢闘賞
- ミスフォトジェニック - 女性限定の賞。取材に来たカメラマンの投票で選ばれた。
- 大磯ロングビーチ賞 - 大磯ロングビーチの支配人に気に入られた選手に贈られた。

そして最後、全選手の中で一番頑張った選手1名（主に優勝チームから）に、「最優秀選手賞」として賞状とトロフィー、そしてハワイ旅行が贈られた。
なお受賞中のBGMには、クリフ・リチャードの曲「コングラチュレーション」のインストゥルメンタルが使用された。

## スタッフ
- 構成：塚田茂、柴田昭、スタッフ東京
- タイトル：藤沢良昭
- 編集：東洋現像所ビデオセンター→IMAGICA
- プロデューサー：疋田拓
- ディレクター：井上信悟
- 制作：フジテレビ編成局第二制作部
- 制作著作：フジテレビ